# 共和人民党
共和人民党（きょうわじんみんとう、トルコ語：Cumhuriyet Halk Partisi、英語：Republican People's Party）は、トルコの政党。略称はCHP。党首は2023年に就任したオズギュル・オゼル。
1923年9月9日にムスタファ・ケマル（のちのトルコ共和国初代大統領ムスタファ・ケマル・アタテュルク）により人民党 (Halk Fırkası) として設立され、1980年9月12日クーデターで全政党が解散させられたため1980年代にはいったん解党状態となったが、1992年に活動を再開した。1999年の総選挙では議席獲得要件の得票10%に満たなかったため国政から議席を失ったが、2002年、2007年の総選挙では党勢を回復、第一党公正発展党が絶対過半数を占める議会においてほぼ唯一の野党勢力となった。現在の党の位置づけは中道左派であり、イギリス労働党やドイツ社会民主党、フランス社会党などと並んで社会主義インターナショナルに加盟している。

## 綱領、党旗および党章
共和人民党の綱領は、アタテュルク党首時代の1927年の党大会において、「6本の矢」と呼ばれる6大原則として採択された。
- 共和主義 (Cumhuriyetçilik) - 共和制の確立をめざす。
- 国民主義 (Milliyetçilik) - 民族主義とも訳される。トルコ民族による国民国家の確立をめざす。
- 人民主義 (Halkçılık) - 国民主義とも訳される。社会の諸階層・職能団体の団結をめざす。
- 国家資本主義 (Devletçilik) - 民族資本による国民経済の確立をめざす。
- 世俗主義 (Laiklik) - 宗教の政治からの分離・排除をめざす。
- 革命主義 (İnkilâpçılık)

この6原則は1937年には憲法にも加えられ、1940年代まで続く共和人民党一党独裁期の政権と政策を支える基本原理となった。
自らを「アタテュルクの党」であると規定する現在の共和人民党も、6大原則をケマリズム（アタテュルク主義）の原則として尊重し、党の綱領に掲げている。現在では価値を失いつつある国家資本主義、革命主義を除いた共和主義、国民主義、人民主義、世俗主義の4原則がとくに重視されており、2002年以降の議会においては、イスラム主義政党の系譜をひく保守系政党の与党公正発展党とは、とくに世俗主義にかかわる分野で対立関係にある。
党旗および党章は「6本の矢」に基づいて制定されたもので、赤地に6本の白い矢印がむかって左下から伸びる絵柄をあしらう。それぞれの矢は「6本の矢」の各原則を表している。

## 歴史

### 一党支配体制期
共和人民党は、トルコ革命において、ケマルが主導して1919年に全国組織化し、祖国解放戦争における抵抗運動の基盤組織となった「アナトリア・ルメリア権利擁護委員会」の後継組織として自らを位置付けている。しかし、実際には、オスマン帝国議会の残党と権利擁護委員会が合流して生まれた大国民議会において、1921年に大国民議会議長にしてアンカラ政府首班のケマルの与党としてつくられた「権利擁護グループ」を直接的な起源とする。この時点で議会内にかなり存在していた反ケマル派は「第二グループ」と呼ばれる野党を結成して対抗していたが、救国の英雄としての名声を背景に独裁指導力を握りつつあったケマルによって1923年初夏に行われた選挙から排除されていた。人民党は、この選挙で勝利した権利擁護グループが8月に行われた議会の召集を前に政党を結成したものである。
その後、共和制の施行、カリフ制の廃止を経て、1924年には「共和制」を政党名に冠し、共和人民党(Cumhuriyet Halk Fırkası)に改称し、1935年に言語改革にあわせて「政党」を意味する部分の語をアラビア語起源のFırkaからフランス語起源のPartiに改めて現在の党名となる。
共和人民党に改称した直後には直前に人民党を離党した反主流派グループが進歩主義者共和党を結成したが、翌1925年に閉鎖に追い込まれ、共和人民党が議会における一党支配を確立した。ケマル自身は反対派を排除しつつも、一党独裁体制の弊害を理解していたため、1930年には体制内野党として自由共和党の創立が試みられるが、野党が一党支配への不満の受け皿となって共和人民党を脅かす怖れが出たため年内に解党させられている。

### 民主党政権期
1938年にムスタファ・ケマル・アタテュルクが死去した後も、第2代大統領となったイスメト・イノニュを終身党首に選出し一党支配体制を続けたが、第二次世界大戦の準戦時体制で蓄積した不満の捌け口が必要となり、1945年に多党制の導入が決定された。同年にはアドナン・メンデレス、フアト・キョプリュリュら党執行部に批判的な議員が共和人民党を除名され、彼らに同調して議員を辞職、共和人民党を離党したジェラル・バヤル元首相を党首として1946年1月7日に民主党が結党された。民主党は7月に実施された総選挙で450議席中62議席を獲得、一国一党体制は終焉を迎える。さらに民主党の人気の上昇にともなって共和人民党の人気は下落し、1950年の総選挙で大敗、野党に転落し、共和人民党のイノニュ党首にかわって民主党のバヤル党首が大統領に選出された。
一党支配に有利に構築された1924年憲法の体制は政権党となった民主党の優位に働き、1954年の総選挙で共和人民党はわずか31議席しか獲得できない惨敗を喫した。一方の民主党はメンデレス首相が次第に独裁的な傾向を見せる一方、経済政策を誤って党内外から批判を受けるようになり、ついに1960年にクーデターが起こって民主党は解散させられた。

### 左旋回から解党へ
1961年、政党活動解禁からまもなくに民政移管のために行われた総選挙では、組織力にまさる共和人民党の有利で進んだが、第一党にはなったものの450議席中173議席しか獲得できなかった。このため、第一党の党首として首相に就任したイスメト・イノニュは、三次にわたって組閣した連立政権において苦しい政権運営を迫られた。この間、第二党で民主党系の右派政党公正党が勢力を伸ばしたため、1965年に共和人民党は社会保障の実現を党宣言に掲げ、中道左派路線への転進を宣言して巻き返しをはかったが、同年の総選挙で公正党に敗れて第二党に転落、再び野党となった。
この敗北にもかかわらず、共和人民党では1966年には中道左派路線の提唱者であるビュレント・エジェヴィトが書記長に就任し、左旋回の方針を継続した。しかしその結果、左旋回を社会主義への接近とみなして警戒する派と党執行部の間で路線対立が深まることになり、1967年には信頼党が分裂した。
さらに1971年に公正党のスュレイマン・デミレル内閣に対し軍部が圧力をかけて総辞職に追い込む「書簡によるクーデター」事件が起こると、アタテュルク以来の軍部との信頼関係を重視して軍部の政治介入を容認した党首イノニュと、軍部に批判的な書記長エジェヴィトが対立し、路線をめぐる党内混乱が激化した。
結局、党内左派の支持を受けるエジェヴィトが指導力を確立し、1972年の書記長選挙でイノニュの推薦した候補にエジェヴィト自身が勝利したことをきっかけに終身党首を辞職したイノニュにかわり、第3代党首に就任した。こうして中道左派路線が勝利を収め、反エジェヴィト派は離党して共和党を結成する。
翌1973年の総選挙ではエジェヴィト率いる共和人民党が第一党の座を8年ぶりに奪還し、1970年代を通じて三度のエジェヴィト連立政権を組閣した。1974年の第一次政権時にキプロスのクーデターに介入して大きな成果をあげたエジェヴィトには大衆的な人気が集まり、共和人民党は1977年の総選挙でも議席を伸ばした。しかし、いずれも過半数には及ばず、政権運営は困難をきわめた。
しかも70年代後半には経済危機と左右対立から社会と政治の情勢が混沌とし、ついに1980年9月12日に二度目となる軍部によるクーデターが敢行。全政党が活動を停止され、党首は逮捕されて10年間の政治活動を禁止された。こうして、アタテュルク以来50年以上にわたってトルコの政治を主導してきた共和人民党は解党に追い込まれた。

### 共和人民党の復活
1983年、軍政政権によって政党活動が解禁されると、共和人民党の伝統的ケマリズム路線の系統に近いグループにより人民主義党が結党され、同年の民政移管のための総選挙で、旧公正党系の祖国党につぐ第二党となった。さらに、翌1984年には解禁の幅が広げられ、中道左派路線の系統のグループからイスメト・イノニュの息子エルダル・イノニュを党首とする社会民主党が結成された。1985年にはエルダル・イノニュによって両党が合同し社会民主人民党を結成、共和人民党は解党以来5年で実質上再建された。しかし、政治活動禁止中の共和人民党下党首エジェヴィトは社会民主人民党を批判し、自身の夫人を党首とする民主左派党をつくらせたので、社会民主人民党からエジェヴィト派が分離した。
1992年には共和人民党の復活が認められ、社会民主人民党を離党したデニズ・バイカルを党首として活動を再開した。翌1993年には共和人民党と社会民主人民党が合併し、党名と党勢をほぼ完全に回復した。社会民主人民党は1991年以来正道党と連立政権を組んでおり、合併後も正道党のタンス・チルレル政権のもと共和人民党が連立を継続した。
しかし、1995年の総選挙ではイスラム系政党福祉党など保守派政党の躍進により、49議席と苦戦を強いられ下野。1999年の総選挙ではクルド独立運動過激派クルド労働者党の指導者アブドゥッラー・オジャランの逮捕で爆発的な人気を集めたエジェヴィト首相の民主左派党に得票のほとんどを奪われる結果となり、憲法の定める議席獲得要件の得票10%に満たなかったため大国民議会における全議席を失った。
しかし、その後のエジェヴィト内閣が経済政策に失敗したことが明らかになって長期政権が停滞に向かうと、中道左派票の受け皿として存在感を強めた。その結果、19.39%の票を得た2002年の総選挙では、主要政党が軒並み10%に満たなかったため地すべり的な大躍進となり、178議席を獲得して議会第二党となった。
2007年には、イスラーム系政党の系譜をひく与党公正発展党が自党から大統領を出そうとしたことに猛反発、国是である世俗主義原則を擁護するキャンペーンを展開した。大統領選出をめぐる混乱から前倒しで実施された同年の総選挙で、共和人民党は民主左派党と選挙協力を行って中道左派路線支持者票の結集をはかり、世俗主義の擁護を訴えたが、経済発展の継続を訴えた公正発展党との間で争点を失って得票を伸ばすことができず、議会第二党に留まった。
2010年、バイカル党首が共和人民党の女性議員との不適切な関係を映したビデオテープが第33回通常総会直前に公開された。バイカル自身はこのテープは現公正発展党政権によって作られた映像であるとし、女性議員との不倫関係を否定したが、騒動の責任を取って党首の職を辞した。その後、5月22日に行われた通常総会でケマル・クルチダルオールが党首に就任した。2011年6月に行われた総選挙では32議席増の135議席（得票25.9％）を獲得した。

## 総選挙での得票率、獲得議席数
共和人民党が参加した総選挙での得票率、獲得議席数は以下の通り。
| 年         | 党首                     | 得票数     | 得票率 | 獲得議席 |
| ---------- | ------------------------ | ---------- | ------ | -------- |
| 1950年     | イスメト・イノニュ       | 3,148,626  | 39.6%  | 69       |
| 1954年     | イスメト・イノニュ       | 3,193,471  | 35.1%  | 31       |
| 1957年     | イスメト・イノニュ       | 3,825,267  | 41.4%  | 178      |
| 1961年     | イスメト・イノニュ       | 3,724,752  | 36.7%  | 173      |
| 1965年     | イスメト・イノニュ       | 2,675,785  | 28.7%  | 134      |
| 1969年     | イスメト・イノニュ       | 2,487,006  | 27.4%  | 143      |
| 1973年     | ビュレント・エジェヴィト | 3,570,583  | 33.3%  | 185      |
| 1977年     | ビュレント・エジェヴィト | 6,136,171  | 41.4%  | 213      |
| 1983年     | ―                        | ―          | ―      | ―        |
| 1987年     | ―                        | ―          | ―      | ―        |
| 1991年     | ―                        | ―          | ―      | ―        |
| 1995年     | デニズ・バイカル         | 3,011,076  | 10.7%  | 49       |
| 1999年     | デニズ・バイカル         | 2,716,094  | 8.7%   | 0        |
| 2002年     | デニズ・バイカル         | 6,113,352  | 19.4%  | 178      |
| 2007年     | デニズ・バイカル         | 7,300,234  | 20.9%  | 112      |
| 2011年     | ケマル・クルチダルオール | 11,134,616 | 25.91% | 135      |
| 2015年6月  | ケマル・クルチダルオール | 11.518.139 | 24.95% | 132      |
| 2015年11月 | ケマル・クルチダルオール | 12.111.812 | 25.32% | 134      |
| 2018年     | ケマル・クルチダルオール | 11.271.240 | 22.64% | 144      |
| 2023年     | ケマル・クルチダルオール | 13,655,909 | 25.33% | 169      |

## 歴代党首
| 代 | 党首（Genel başkanlar） | 党首（Genel başkanlar）                                   | 在任期間        |
| -- | ----------------------- | --------------------------------------------------------- | --------------- |
| 1  |                         | ムスタファ・ケマル・アタテュルク（Mustafa Kemal Atatürk） | 1923年 – 1938年 |
| 2  |                         | イスメト・イノニュ（İsmet İnönü）                         | 1938年 – 1972年 |
| 3  |                         | ビュレント・エジェヴィト（Bülent Ecevit）                 | 1972年 – 1980年 |
| 4  |                         | デニズ・バイカル（Deniz Baykal）                          | 1992年 – 1995年 |
| 5  |                         | ヒクメト・チェティン（Hikmet Çetin）                      | 1995年          |
| 6  |                         | デニズ・バイカル（Deniz Baykal）                          | 1995年 – 1999年 |
| 7  |                         | アルタン・オイメン（Altan Öymen）                         | 1999年 – 2000年 |
| 8  |                         | デニズ・バイカル（Deniz Baykal）                          | 2000年 – 2010年 |
| 9  |                         | ケマル・クルチダルオール（Kemal Kılıçdaroğlu）            | 2010年 – 2023年 |
| 10 |                         | オズギュル・オゼル（Özgür Özel）                          | 2023年 –        |